# タカエノカオリ
タカエノカオリ（欧字名：Takaeno Kaori、1971年4月26日 - 1998年6月3日）は、日本の競走馬、繁殖牝馬。
福島、新潟、中京とローカルを転戦した後、1974年、雨の中行われた桜花賞を武邦彦騎乗で制覇した。優駿牝馬（オークス）への出走も予定されていたが、脚部難のため叶わず、そのまま競走馬を引退。故郷の隆栄牧場に戻り、繁殖牝馬となった。

## 生涯

### 誕生
1971年4月26日、北海道新冠町にある隆栄牧場で誕生する。
母タカエミドリは道営競馬、中央競馬で走った馬で、当歳で肺炎を患ったこともあり、発育は良くなかったが、道営競馬に出してみるとレコードを記録するなど7戦5勝の活躍を見せた。その後、タカエミドリはオークスを目指し中央競馬に乗り込んだが、目標への出走は断念。8戦1勝の成績を残して引退すると、故郷の隆栄牧場に戻り繁殖牝馬として繋養された。
タカエミドリに付ける相手は当初、ターキンが予定されていたが、飛渡三代治がミツコ（タカエミドリの母）の交配のため訪れた静内スタリオンステーションでヴェンチアを見かけ、交配相手の変更を決断する。飛渡は手を尽くしてヴェンチアの余勢種付けの権利を一株譲り受けると、同馬とタカエミドリを交配させた。そして交配の翌年、タカエミドリは、後のタカエノカオリとなる牝馬を生んだ。

### 幼駒時代
幼名クインヴエンチアと名付けられたタカエノカオリは、父の嫌なところを受け継いだか、右後脚がねじれており、牧場関係者を落胆させた。更に、生後3ヶ月で母タカエミドリが腸捻転のために急死する。そのため、タカエノカオリは、祖母ミツコの乳で育てられた。当初、牧場関係者はタカエノカオリにミルクを与えようとしたが、母の乳房に馴染んでいたこともあって、全く飲もうとしなかった。考えた飛渡はミツコの乳を飲ませようと決意し、試しにタカエノカオリにはミツコの仔の、ミツコにはタカエノカオリのボロ（馬糞）を付けて近づけてみた。すると、タカエノカオリはミツコの乳を飲み出し、ミツコも一、二度振り返っただけでタカエノカオリに乳を飲ませたという。飛渡は当時を振り返って次のように語っている。

今でもあのことは不思議でならないんですよ。きっと母親が死ぬときに“お婆ちゃん私の仔を頼みますよ”といってから、ミドリは死んでいったんだろうって、よく家族の者とも話すんですけど……。私も長いこと馬を扱ってきましたが、あんなことは初めてのことですし、これからもないでしょうね
—飛渡三代治,『蹄跡』昭和49年度、20頁。

### 入厩 - 競走馬デビュー
タカエノカオリは前述の脚部不安もあって、3歳の春になっても買い手がつかず、牧場に残されていた。しかし、同じ隆栄牧場から出た同期の期待馬で、佐々木猛厩舎に預託されていたタカエノハナが、悪癖を覚えて騎乗者を何度も振り落とすようになり、牧場に送り返されるという事態が発生する。5月、この馬の代わりとしてタカエノカオリが同厩舎に送られた。厩舎に来た当時のタカエノカオリは背中の毛が伸びきっており、また、40度の熱もあった。関係者は皆「これは走らない」と思ったというが、新馬戦の頃になると一番時計を出すようになっていた。
3歳の9月、福島の新馬戦に出走し、デビュー戦を勝利で飾るが、続く東北3歳ステークスでは「アラブの魔女」とも呼ばれたイナリトウザイの5着に敗れた。タカエノカオリは福島を後にして新潟に転戦し、チューリップステークスに出走。このレースでは2着に入ったが、次戦の新潟3歳ステークスでは大差の殿負けを喫した。3歳暮れには、寒さの影響から両前脚の蹄が割れる怪我を負ってしまう。担当厩務員の山内はタカエノカオリと寝食を共にし、湿布を施すなどして蹄の回復に努めた。
蹄が完治した後、4歳春に中京開催の条件戦（200万下）に出走。復帰戦を勝利で飾ると、続くカトレア賞も連勝し、桜花賞に駒を進めた。山内は中京最後のレースを武邦彦に見てもらい、「桜花賞へ行くから頼む」と騎乗を依頼。春に乗る有力牝馬がまだいなかった武は快諾し、桜花賞の鞍上が決定した。

### 桜花賞 - 引退

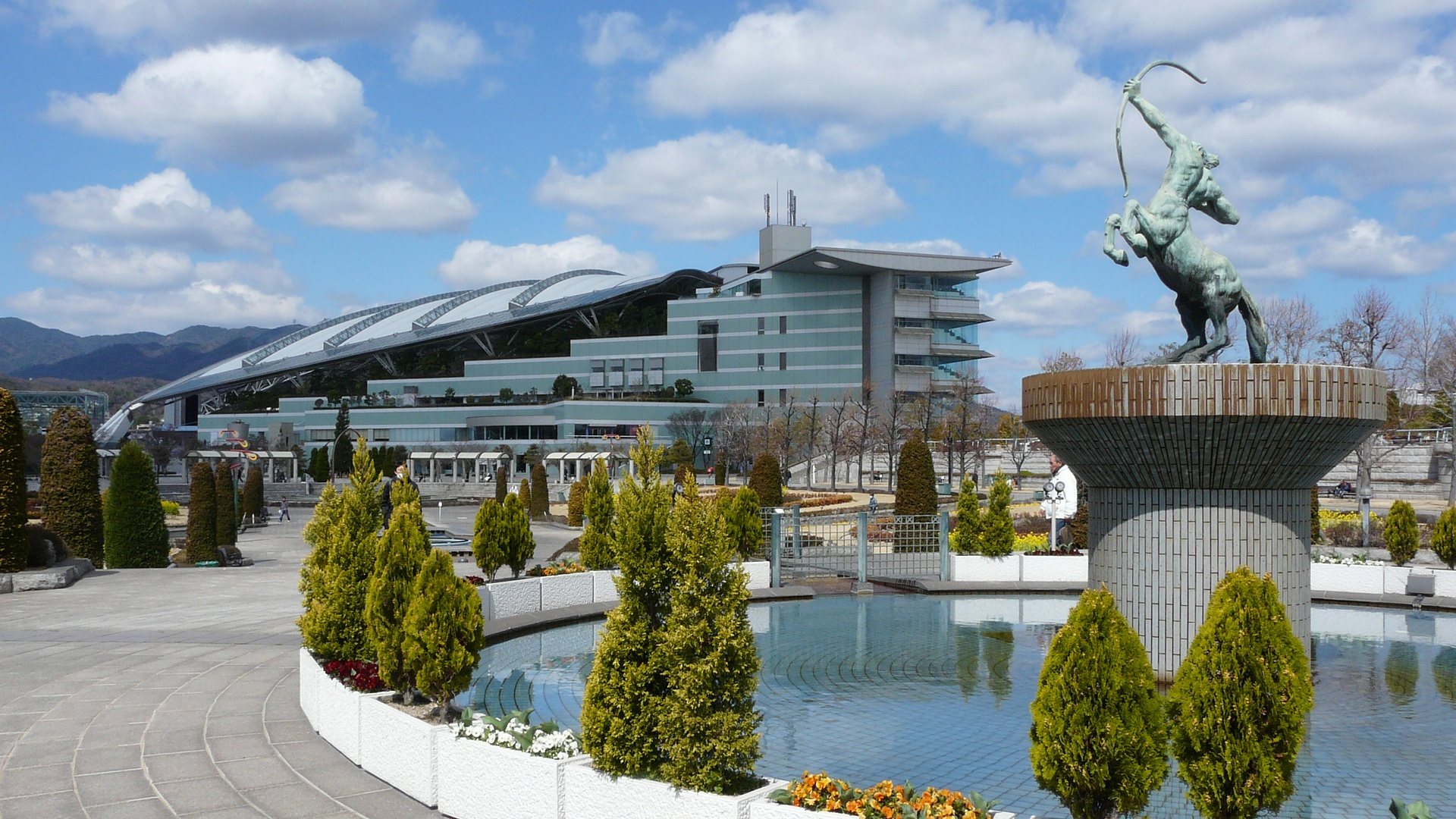
桜花賞が施行される阪神競馬場（2011年）
----
タカエノカオリがローカル以外の競馬場に出走したのは、桜花賞が唯一であった。

1950年の第10回（トサミツル）以来、雨中の開催となった桜花賞は、牝馬クラシックの中心と目されていたイットーのほか、レスターホース、タマキジヨーが戦線離脱しており、本命馬不在といわれた。その中で1番人気は、前年の北海道シリーズを好走し、トライアルの阪神牝馬四歳特別でエビスオールの2着に入ったサクライワイで、タカエノカオリは4番人気に支持された。
ゲートが開くと、タカエノカオリはサクライワイに次いで抜け出したが、第二コーナーでは抑えて好位につけた。向正面では先行グループから2馬身離れた位置を追っていき、第四コーナーを回るとユウダンサーズ、フジノタカザクラ、サクライワイと馬体を併せる格好となった。この中でサクライワイが抜け出すが、タカエノカオリも追って並びかけると、同馬を交わし、最後は4分の3馬身の差をつけて勝利した。武にとっては一昨年のアチーブスターに次いで二度目、佐々木厩舎にとっては初の桜花賞制覇となった。
桜花賞の勝利後、タカエノカオリは隆栄牧場に帰郷したが、蹄がひび割れ、腰も痛めていた。その後はオークスへの出走を予定していたが、4月27日の調教後に脚部を故障。大事を取ってオークスを断念し、そのまま競走馬引退となった。なお、桜花賞（阪神開催）以外はいずれもローカルでの出走であり、関東馬でありながら東京、中山での出走は一度も無かった。

### 引退後
引退後、隆栄牧場で繁殖牝馬として繋養され、初年度の相手はハイセイコーの父としても知られるチャイナロックが選ばれた。生涯で十数頭の産駒を出したが、準オープンクラスを走ったクラシックウィナーが注目を集めた程度で、自身の成績を越える馬は出せなかった。1997年に用途変更、翌1998年6月3日に同牧場で老衰のため死亡した。

## 評価等

### 馬体・評価
桜花賞当時の体重は436kgと小さく、見映えのしない体格であった。性格は大人しかったという。前述のとおり、産まれながらに足がよじれていたが、これは飛渡が丹念に外へ向け続け、走れる状態にまで矯正した。中京でタカエノカオリを見た武は、スピードもあって根性も抜群と感じ、「非常に乗り易い馬」との印象を持ったという。
『優駿』主催の1974年最優秀4歳牝馬投票では、満票近くを獲得して選出されたトウコウエルザ（598点）に次ぐ得点（117点）を集めた。また、同年のフリーハンデ（4歳馬）では55kgの評価を受けている。

### 原良馬との関係
競馬評論家の原良馬が愛した馬であった。原が現役時代のタカエノカオを見たのは桜花賞の一戦だけであったが、その華麗な走りに衝撃を受け、忘れられない一頭となっていた。その後、同馬の生い立ちや境遇を知り、より思いを寄せるようになったという。原は、ローカルを次々と転戦するタカエノカオリに、少年時代に淡い恋心を抱いていたサーカスの少女を重ね合わせ、“流転の少女カオリ”と名づけ、何度も牧場に会いにいっていた。

多くのファンから「想い出の馬は？」と聞かれるいま、迷わず口をついて出てくるのは、このタカエノカオリの名前である。私にとってタカエノカオリだけは、ふれあった一頭のサラブレッドというより、恋こがれてきたゆきずりの“流転の少女”なのである。
その戦績は7戦4勝。しかし4歳時は3戦3勝。惜しまれつつターフを去っていった“薄幸な少女”だった。
—原良馬,『心に残る名馬たち』72頁。

## 成績

### 競走成績
成績表は流星社（2000）、netkeiba.comの情報に基づく。
| 競走日 | 競走日 | 競走日 | 競馬場 | 競走名        | 距離（馬場）  | 頭 数 | 枠 番 | 馬 番 | 人気 | 着順 | タイム | 騎手     | 斤量 [kg] | 勝ち馬/（2着馬）   | 馬体重 [kg] |
| ------ | ------ | ------ | ------ | ------------- | ------------- | ----- | ----- | ----- | ---- | ---- | ------ | -------- | --------- | ------------------ | ----------- |
| 1973.  | 09.    | 22     | 福島   | 3歳新馬       | 芝1000m（稍） | 8     | 3     | 3     | 3人  | 1着  | 1:00.9 | 山田広士 | 52        | (ミマツダンデイ)   | 440         |
|        | 10.    | 14     | 福島   | 東北3歳S      | 芝1000m（稍） | 9     | 5     | 5     | 9人  | 5着  | 1:00.9 | 山田広士 | 52        | イナリトウザイ     | 446         |
|        | 10.    | 28     | 新潟   | チューリップS | 芝1200m（重） | 8     | 5     | 5     | 4人  | 2着  | 1:12.0 | 山田広士 | 52        | ミトモオー         | 442         |
|        | 11.    | 17     | 新潟   | 新潟3歳S      | 芝1600m（重） | 7     | 6     | 6     | 6人  | 7着  | 1:45.0 | 山田広士 | 52        | インタージャンボ   | 434         |
| 1974.  | 02.    | 24     | 中京   | 4歳200万下    | ダ1600m（良） | 8     | 4     | 4     | 1人  | 1着  | 1:40.9 | 坂本恒三 | 52        | (ダイヤフルート)   | 442         |
|        | 03.    | 09     | 中京   | カトレア賞    | 芝1800m（良） | 10    | 8     | 10    | 1人  | 1着  | 1:51.0 | 坂本恒三 | 54        | (ウラカワジェンヌ) | 436         |
|        | 04.    | 07     | 阪神   | 桜花賞        | 芝1600m（良） | 25    | 1     | 2     | 4人  | 1着  | 1:37.0 | 武邦彦   | 55        | (サクライワイ)     | 436         |

### 繁殖成績
|                      | 生年   | 馬名                 | 性 | 毛色   | 父               | 戦績     | 出典   |
| -------------------- | ------ | -------------------- | -- | ------ | ---------------- | -------- | ------ |
| 00初仔               | 1975年 | カシユウケンザン     | 牡 | 黒鹿毛 | チヤイナロック   | 38戦1勝  | [ 44 ] |
| 02番仔               | 1976年 | タカエノレデイ       | 牝 | 黒鹿毛 | ネヴアービート   | 16戦2勝  | [ 45 ] |
| 03番仔               | 1977年 | ハイトランプ         | 牡 | 鹿毛   | テスコボーイ     | 13戦2勝  | [ 46 ] |
| 04番仔               | 1978年 | サンシヤインレデイ   | 牝 | 鹿毛   | フアバージ       | 18戦1勝  | [ 47 ] |
| 05番仔               | 1979年 | シマノカオリ         | 牝 | 鹿毛   | ボールドラツド   | 4戦0勝   | [ 48 ] |
| 06番仔               | 1980年 | シマノスキー         | 牡 | 鹿毛   | マルゼンスキー   | 1戦0勝   | [ 49 ] |
| 07番仔               | 1981年 | タカエノソロン       | 牝 | 鹿毛   | パーソロン       | 3戦1勝   | [ 50 ] |
| 08番仔               | 1982年 | タカエスタイブ       | 牡 | 鹿毛   | パーソロン       | 4戦0勝   | [ 51 ] |
| 09番仔               | 1983年 | タカエダイアナ       | 牝 | 鹿毛   | テユデナム       |          | [ 52 ] |
| 10番仔               | 1984年 | イチシュウコー       | 牡 | 黒鹿毛 | テユデナム       |          | [ 53 ] |
|                      | 1985年 | 不受胎               |    |        | トウシヨウボーイ |          | [ 54 ] |
| 11番仔               | 1986年 | タカエノミチ         | 牝 | 黒鹿毛 | キヤタオラ       |          | [ 55 ] |
| 12番仔               | 1987年 | クラシックウィナー   | 牡 | 鹿毛   | ロイヤルスキー   | 71戦16勝 | [ 56 ] |
| 13番仔               | 1988年 | タカエシャネル       | 牝 | 鹿毛   | コリムスキー     | 37戦5勝  | [ 57 ] |
|                      | 1989年 | 双子流産             |    |        | サクラシヨウリ   |          | [ 58 ] |
|                      | 1990年 | 不受胎               |    |        | ニシノスキー     |          | [ 59 ] |
| 14番仔               | 1991年 | タカエスピード       | 牝 | 鹿毛   | ニシノスキー     | 4戦1勝   | [ 60 ] |
| 15番仔               | 1992年 | タカエノカオリの1992 | 牝 | 不明   | ニシノスキー     |          | [ 61 ] |
| 16番仔               | 1993年 | コマノタカエスキー   | 牡 | 鹿毛   | ニシノスキー     | 10戦0勝  | [ 62 ] |
| 17番仔               | 1994年 | タカエジュエリー     | 牝 | 鹿毛   | ニシノスキー     | 36戦2勝  | [ 63 ] |
|                      | 1995年 | 流産                 |    |        | ミスターシービー |          | [ 64 ] |
|                      | 1996年 | 種付けせず           |    |        |                  |          | [ 64 ] |
|                      | 1997年 | 不受胎               |    |        | ビーフロスト     |          | [ 64 ] |
| 1997年1月1日用途変更 |        |                      |    |        |                  |          |        |

## 血統表
| タカエノカオリの血統               | タカエノカオリの血統         | タカエノカオリの血統             | （血統表の出典）             | （血統表の出典） |
| 父系                               | マンノウォー系               | マンノウォー系                   | マンノウォー系               | [ § 2 ]          |
| 父 *ヴェンチア Venture 1957 黒鹿毛 | 父の父Relic 1945 青毛        | War Relic                        | Man o'War                    | Man o'War        |
| 父 *ヴェンチア Venture 1957 黒鹿毛 | 父の父Relic 1945 青毛        | War Relic                        | Friar's Carse                |                  |
| 父 *ヴェンチア Venture 1957 黒鹿毛 | 父の父Relic 1945 青毛        | Bridal Colors                    | Black Toney                  | Black Toney      |
| 父 *ヴェンチア Venture 1957 黒鹿毛 | 父の父Relic 1945 青毛        | Bridal Colors                    | Vaila                        |                  |
| 父 *ヴェンチア Venture 1957 黒鹿毛 | 父の母Rose O'Lynn 1944 鹿毛  | Pherozshah                       | Pharos                       | Pharos           |
| 父 *ヴェンチア Venture 1957 黒鹿毛 | 父の母Rose O'Lynn 1944 鹿毛  | Pherozshah                       | Mah Mahal                    |                  |
| 父 *ヴェンチア Venture 1957 黒鹿毛 | 父の母Rose O'Lynn 1944 鹿毛  | Rocklyn                          | Easton                       | Easton           |
| 父 *ヴェンチア Venture 1957 黒鹿毛 | 父の母Rose O'Lynn 1944 鹿毛  | Rocklyn                          | Rock Forrard                 |                  |
| 母 タカエミドリ 1966 鹿毛          | 母の父トサミドリ 1960 栃栗毛 | *プリメロ Primero                | Blandford                    | Blandford        |
| 母 タカエミドリ 1966 鹿毛          | 母の父トサミドリ 1960 栃栗毛 | *プリメロ Primero                | Athasi                       |                  |
| 母 タカエミドリ 1966 鹿毛          | 母の父トサミドリ 1960 栃栗毛 | *フリッパンシー Flippancy        | Flamboyant                   | Flamboyant       |
| 母 タカエミドリ 1966 鹿毛          | 母の父トサミドリ 1960 栃栗毛 | *フリッパンシー Flippancy        | Slip                         |                  |
| 母 タカエミドリ 1966 鹿毛          | 母の母ミツコ 1957 鹿毛       | *ライジングフレーム Rising Flame | The Phoenix                  | The Phoenix      |
| 母 タカエミドリ 1966 鹿毛          | 母の母ミツコ 1957 鹿毛       | *ライジングフレーム Rising Flame | Admirable                    |                  |
| 母 タカエミドリ 1966 鹿毛          | 母の母ミツコ 1957 鹿毛       | ロマンス                         | *セフト                      | *セフト          |
| 母 タカエミドリ 1966 鹿毛          | 母の母ミツコ 1957 鹿毛       | ロマンス                         | ユングフロウ                 |                  |
| 母系(F-No.)                        | フアツシヨンメード系(FN:A31) | フアツシヨンメード系(FN:A31)     | フアツシヨンメード系(FN:A31) | [ § 3 ]          |
| 5代内の近親交配                    | 5代内アウトブリード          | 5代内アウトブリード              | 5代内アウトブリード          | [ § 4 ]          |
| 出典                               | 1. 2. 3. 4.                  | 1. 2. 3. 4.                      | 1. 2. 3. 4.                  | 1. 2. 3. 4.      |